# Søren Brier
Søren Brier (født 1951 i København) er ph.d., dr.phil. og lektor (tidligere professor MSO) i informations-, kognitions- og kommunikationsvidenskabernes semiotik ved Institut for Internationale Kultur- og Kommunikationsstudier på Copenhagen Business School. Han er en internationalt estimeret forsker inden for informationsvidenskab, kybernetik og biosemiotik.
Brier er søn af Knud Harald Stig Nielsen og Dorte Brier. Bent Brier var hans morbror. Han blev cand.scient. i biologi i 1979, og i 1980 modtog han Københavns Universitets guldmedalje i adfærdspsykologi for en afhandling om motivationsmodeller i kognitiv adfærdsforskning. Fra 1987-1990 var Brier initiativtager til og ansvarshavende redaktør for det tværfaglige videnskabsteoretisk orienterede tidsskrift Paradigma og i 1994 blev Brier ph.d. i informationsvidenskabsteori fra Roskilde Universitetscenter. I 2007 forsvarede Brier på Copenhagen Business School sin disputats i filosofi: Cybersemiotics: Why information is not enough.
Søren Brier oprettede i 1992 tidsskriftet Cybernetics and Human Knowing, og i 2005 var han medstifter af International Association for Biosemiotic Studies og tidsskriftet Journal of Biosemiotics.
Den 29. marts 2008 modtog Brier The Warren McCulloch Medal fra The American Society for Cybernetics.

## Publikationer
Brier, S. (1992): “Information and Consciousness: A Critique of the Mechanistic foundation of the Concept of Information Arkiveret 18. august 2014 hos  Wayback Machine”, Cybernetics & Human Knowing, Vol.1, no. 2/3, pp 71- 94.
Brier, S. (1993): “A Cybernetic and Semiotic View on a Galilean Theory of Psychology Arkiveret 9. maj 2012 hos  Wayback Machine”, Cybernetics Human Knowing Vol. 2 no. 2 1993
Brier, S. (1995): “Cyber-Semiotics: On autopoiesis, code-duality and sign games in bio-semiotics Arkiveret 10. juli 2011 hos  Wayback Machine”, Cybernetics & Human Knowing, Vol. 3, no. 1.
Brier, S. (2003/2002): “Luhmann Semiotized”, p. 13-23 J. of Sociocybernetics 2003/2002 3 (2)
Brier, S. (2003): “Information seen as part of the development of living intelligence: the five leveled Cybersemiotic framework for FIS”, Entropy: 2003, 5, 88-99.
Brier, S. (2003): “The Cybersemiotic model of communication: An evolutionary view on the threshold between semiosis and informational exchange Arkiveret 6. september 2013 hos  Wayback Machine”, TripleC 1(1): 71-94.
Brier. S. (2004): “Cybersemiotics and the problems of the information-processing paradigm as a candidate for a unified science of information behind library information science Arkiveret 3. juli 2007 hos  Wayback Machine”, Library Trends Wntr, 2004
Brier. S. (2008a): “Cybersemiotics: Why Information is not Enough”, U. of Toronto Press, 2008 & 2010
Brier. S. (2008b): “A Paradigm for Biosemiotics Arkiveret 7. oktober 2009 hos  Wayback Machine”, Signs 2008, pp. 30-81.
Brier, S. (2008c): “A Peircean Panentheist Scientific Mysticism Arkiveret 16. november 2009 hos  Wayback Machine”, International Journal of Transpersonal Studies; vol. 27, p. 20-45
Brier, S. (2009): “Cybersemiotic Pragmaticism and Constructivism”, Constructivist Foundations 5(1): 19-39.
Brier, S. (2010): “Cybersemiotics and the Question of Knowledge (Webside ikke længere tilgængelig)”, Chapter 1 in Dodig-Crnkovic, G. and Burgin, M. Information and Computation. World Scientific
Brier, S. (2011c): “Cybersemiotics Arkiveret 11. august 2014 hos  Wayback Machine”, Glossarium-BITri (peer reviewed article).
Brier, S. (2011d): “Cybersemiotics: An Evolutionary World View Going Beyond Entropy and Information into the Question of Meaning Arkiveret 14. september 2013 hos  Wayback Machine”, Wheeler, W. (ed.) Biosemiotics: Nature/Culture/Science/Semiosis. JISC , Open Humanities Press. (a repacked publication of a published paper as chapter in an e-book)
Brier, S. (2011e): “Cybersemiotics: A New Foundation for Transdisciplinary Theory of Information, Cognition, Meaning, Communication and Consciousness (Webside ikke længere tilgængelig)”, Signs, vol. 5 (2011): pp. 75-120, 2011 ISSN 1902-8822
Brier, S. (2013): “Cybersemiotics: A New Foundation for Transdisciplinary Theory of Information, Cognition, Meaningful Communication and the Interaction Between Nature and Culture”, INTEGRAL REVIEW, June 2013, Vol. 9, No. 2